# Pseudopharus cornelia
Pseudopharus cornelia là một loài bướm đêm thuộc phân họ Arctiinae, họ Erebidae.